# Jonas Höglund
Jonas Höglund, född 29 augusti 1972 i Hammarö, är en svensk före detta ishockeyspelare. Hans moderklubb är Hammarö HC och han spelade i tio säsonger för Färjestads BK.
Höglund växte upp på Hammarö i Värmland, där han spelade hockey med sina vänner vid området Lunnevi i Skoghall innan Hammarö ishall invigdes 1979. Hans morbror spelade i Hammarö A-lag och var en förebild. Utöver ishockey spelade han fotboll, handboll, pingis och tränade karate. Han slutade med fotbollen vid 15 års ålder för att helt satsa på ishockeyn. Han gick på Hammarlundens skola under grundskolan, för att senare studera svarvning vid Sågverksskolan.
Höglund spelade i NHL mellan åren 1996 och 2003 där han spelade för Calgary Flames, Montreal Canadiens samt Toronto Maple Leafs. I Toronto bildade han anfallskedja tillsammans med Mats Sundin och Mikael Renberg. Därefter spelade han en säsong i Schweiziska ligan för HC Davos innan hemkomsten till Färjestads BK, där han säsongen 05/06 vann SM-guld. Han gick därefter till Malmö Redhawks och spelade där större delen av säsongen 08/09. Han lämnade dock Malmö på uppmaning av Percy Nilsson då klubben rivit alla kontrakt när det framstod att klubben var konkurshotat, och gick därefter över till Södertälje SK.
Höglund avslutade sin egentliga ishockeykarriär i Skåre BK under säsongen 2009/10, men spelade en match med Hammarö HC säsongen 2018-2019.

## Meriter
- SM-Guld 2006
- VM-silver 1997, 2003, 2004
- Skyttekung i elitserien 95/96 (32 mål)

## Klubbar
- Färjestads BK 1988 - 1996, 2004 - 2008
- Calgary Flames 1996 - 1998
- Montreal Canadiens 1998 - 1999
- Toronto Maple Leafs 1999 - 2003
- HC Davos 2003 - 2004
- Lugano 2008
- Malmö Redhawks 2008 - 2009
- Södertälje Sportklubb 2009
- Skåre BK 2009